# Caseara
Caseara là một đô thị thuộc bang Tocantins, Brasil. Đô thị này có diện tích 1691,612 km², dân số năm 2007 là 4667 người, mật độ 2,76 người/km².